# ハウデン男爵
ハウデン男爵（ハウデンだんしゃく、英: Baron Howden）は、イギリス貴族の爵位。2度創設され、いずれも2代で廃絶した。

## 歴史
キルモア主教ジョン・クラドック(c.1708–1778)（のちダブリン大主教）の息子で陸軍の軍人であるジョン・クラドック(1759–1839)は1798年アイルランド反乱、フランス革命戦争のエジプト・シリア戦役、半島戦争に参戦したのち、ケープ植民地総督を務め、1819年10月19日にアイルランド貴族であるキルデア県グリムストンおよびスパルディントンおよびクラドックスタウンにおけるハウデン男爵に叙された。1800年合同法の施行以降、新しいアイルランド貴族爵位の創設には既存の爵位が3つ廃絶する必要があり、ブルームフィールド男爵位の創設はカレン子爵、アッパー・オソリー伯爵、サンダーリン男爵の廃絶を根拠とした。1831年9月10日、連合王国貴族であるヨーク州ハウデンおよびグリムストンにおけるハウデン男爵に叙された。1831年12月19日に認可状を受けて姓を「カラドック」に改めたが、これはブリトン王カラタクスの末裔と主張したことによる。
2代男爵ジョン・ホバート・カラドック(1799–1873)は陸軍の軍人で外交官でもあり、軍人としてはギリシャ独立戦争、ベルギー独立革命に参戦、晩年に大将まで昇進した。外交官として在スペインイギリス大使を務めた。彼は別居した妻との間で男子をもうけず、1873年に死去すると爵位が廃絶した。

## ハウデン男爵（1819年、1831年）
- 初代ハウデン男爵ジョン・クラドック（1759年 – 1839年）
- 第2代ハウデン男爵ジョン・ホバート・カラドック（英語版）（1799年 – 1873年）